# Stiftung Warentest

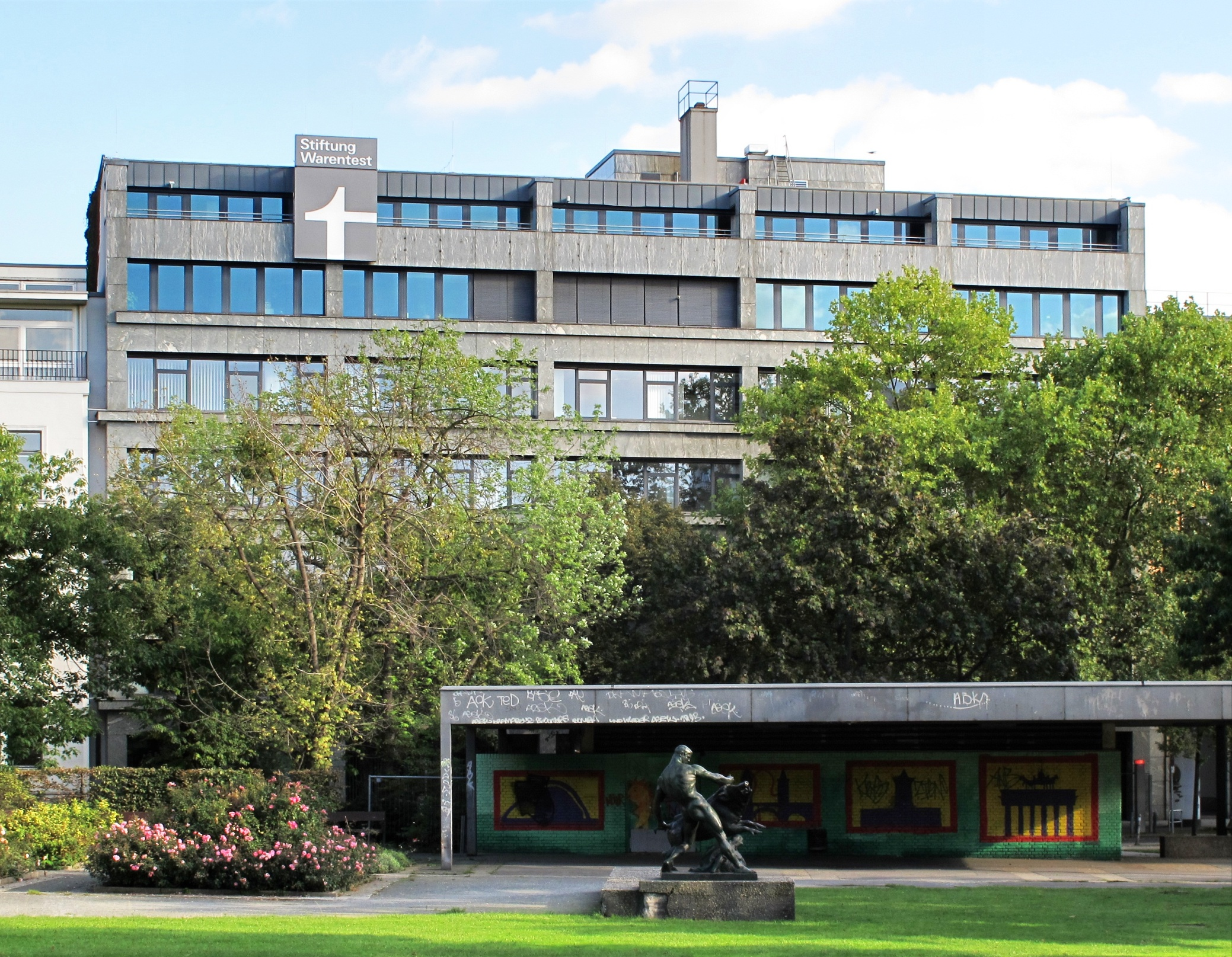
Huvudkontor i Berlin, 2014.

Stiftung Warentest är en konsumentorganisation och ideell stiftelse i Tyskland. Stiftelsen har ett uppdrag av den tyska staten, företrädd av näringslivsministern, för att undersöka och jämföra varor och tjänster från olika leverantörer, samt att bedriva konsumentupplysning. Huvudkontoret ligger vid Lützowplatz i Tiergarten i centrala Berlin.
Organisationen ger ut konsumenttidskrifterna test och Finanztest, och publicerar även testresultat online på test.de. Årligen genomför organisationen omkring 200 olika produkt- och tjänstetester efter egenutvecklad metodik.